# 1883
- Wikisource

| Calendário gregoriano                                                        | 1883 MDCCCLXXXIII                   |
| Ab urbe condita                                                              | 2636                                |
| Calendário arménio                                                           | 1332 – 1333                         |
| Calendário bahá'í                                                            | 39 – 40                             |
| Calendário budista                                                           | 2427                                |
| Calendário chinês                                                            | 4579 – 4580 Início a 8 de fevereiro |
| Calendário copta                                                             | 1599 – 1600                         |
| Calendário etíope                                                            | 1875 – 1876                         |
| Calendários hindus - Vikram Samvat - Calendário nacional indiano - Cáli Iuga | 1938 – 1939 1804 – 1805 4983 – 4984 |
| Calendário Holoceno                                                          | 11883                               |
| Calendário islâmico                                                          | 1300 – 1301                         |
| Calendário judaico                                                           | 5643 – 5644                         |
| Calendário persa                                                             | 1261 – 1262 Início a 21 de março    |
| Calendário rúnico                                                            | 2133                                |
| Calendário solar tailandês                                                   | 2426                                |

1883 (MDCCCLXXXIII, na numeração romana) foi um ano comum do século XIX do atual Calendário Gregoriano, da Era de Cristo, e a sua letra dominical foi G (52 semanas), teve início numa segunda-feira e terminou também numa segunda-feira. No calendário juliano, teve início e fim num sábado, com a letra dominical B.
| Ano completo                         |
| ------------------------------------ |
| Ano comum com início à segunda-feira |

## Eventos
- Construção do cemitério das Doze Ribeiras, ilha Terceira, de acordo com a legislação vigente, dado que o mais antigo, datado de 1850, não respeitava as normas legais para inumação de cadáveres.
- É edificada nas Cinco Ribeiras a primeira escola pública destinada ao sexo feminino.

## Janeiro
- 1 de janeiro - A vila de Acarape, atual Redenção, no Estado do Ceará, é a primeira a libertar seus escravos.

## Março
- 24 de março - É inaugurado o Hospital Conde de Ferreira, no Porto.

## Junho
- 8 de junho - Convenção de Marsa. A França reafirma as cláusulas do Tratado do Bardo e o seu protectorado sobre a Tunísia.

## Agosto
- 12 de agosto - Morre o último exemplar de quagga, no Jardim Zoológico de Amsterdã.
- 25 de agosto - Início das construções do Templo Expiatório da Sagrada Família, em Barcelona
- 27 de agosto - Gigantesca erupção na Ilha de Krakatoa, Indonésia.

## Setembro
- 30 de setembro - Mossoró liberta os escravos em seu território.

## Outubro
- 4 de outubro - O Expresso do Oriente é inaugurado.

## Novembro
- Fundação do clube inglês de futebol Darlington FC.

## Dezembro
- 17 de dezembro – Passagem do príncipe da Coreia Imperador Yunghui pela ilha do Faial, Açores.

## Nascimentos
- 11 de janeiro - Augusto de Castro, advogado, jornalista, diplomata e político português (m. 1971)[1].
- 8 de fevereiro - Joseph Schumpeter, economista e cientista político (m. 1950).
- 25 de Abril - Luís Bernardo Leite de Ataíde, foi um historiador de arte e etnógrafo açoriano (m. 1955).
- 27 de abril - Hubert Harrison, escritor afro-americano, critíco, e ativista (m. 1927)

- 9 de Maio - José Ortega y Gasset, filósofo espanhol. (m. 1955)

- 13 de Maio - Georgios Papanikolaou médico grego. (m. 1962)

- 31 de Maio - Lauri Kristian Relander, 2º presidente da Finlândia (m. 1942).

- 3 de Julho - Franz Kafka, escritor de ficção em Língua alemã (m. 1924).

- 5 de Junho - John Maynard Keynes, economista (m. 1946).

- 15 de julho - Louis Lavelle, filósofo francês. (m. 1951).

- 29 de Julho - Benito Mussolini, político e revolucionário fascista (m. 1945).

- 19 de Agosto - Coco Chanel, estilista francesa (m. 1971).

- 2 de Setembro - Rudolf Weigl, biólogo polonês (m. 1957).
- 4 de setembro - Ângelo Jorge, escritor e jornalista português (m. 1922).
- 3 de outubro - Mário Pinheiro cantor e violinista brasileiro, famoso no início do século XX
- 24 de novembro - Alfredo Luís da Costa, jornalista, empregado do comércio e regicida português (m. 1908).
- 25 de Novembro
  - Harvey Spencer Lewis, famoso Rosacruz, autor, ocultista, e místico, fundou nos Estados Unidos a Ordem Rosacruz – AMORC (m. 1939)
  - João Tamagnini Barbosa, presidente do Ministério (primeiro-ministro) da 1.ª República portuguesa. (m. 1948).
  - Diego Martínez Barrio, presidente interino da Segunda República de Espanha em 1936 (m. 1962).

## Mortes
- 13 de Fevereiro - Richard Wagner compositor alemão romântica (n.1813)

- 26 de Fevereiro - Miguel Ângelo Lupi pintor português da época romântica (n.1826)
- 14 de Março - Karl Marx, filósofo e teórico político (n. 1818)

- 30 de Abril - Édouard Manet, pintor impressionista francês (n. 1832).
- 3 de Setembro - Ivan Sergeievitch Turgueniev, romancista e dramaturgo russo (n. 1818).
- Lam Tshewang, Desi Druk do Reino do Butão (n. 1836).

## Chefes de Estado
- 16 de Maio - Inicio do reinado de Gawa Zangpo, Desi Druk do Reino do Butão, que reinou até 1885.

## Artes
- 7ª Sinfonia - Anton Bruckner (1824 - 1896) compositor alemão - Música.

## Por tema
- 1883 na arte
- 1883 no Brasil
- 1883 na ciência
- 1883 no cinema
- 1883 no desporto
- 1883 no jornalismo
- 1883 na literatura
- 1883 na música
- 1883 na televisão